# Grand orgue de la cathédrale de Strasbourg
Le grand orgue de la cathédrale de Strasbourg est un orgue placé en nid d’hirondelle sur une tribune du côté nord de la sixième travée de la nef. Les plus anciens éléments datent du XIVe siècle pour le buffet et de 1716 pour la partie instrumentale.

## Historique
Après l’incendie de 1298, l’ancien orgue détruit est remplacé entre 1324 et 1327 par un nouvel instrument construit par Claus Carlé de Lahr. Celui-ci est installé sur une tribune en nid d’hirondelle sur le mur nord de la sixième travée de la nef, avec une tribune pour les musiciens le prolongeant sur la septième travée, et est également doté de figures mécaniques. Endommagé par l’incendie de 1384, l’orgue est reconstruit une première fois, puis rénové dans les années 1430 par Michel Grolach de Leipzig et Pierre Generis de Sankt Pölten. En 1489, l’orgue est reconstruit une nouvelle fois par Friedrich Krebs, qui conserve l’ancien pendentif et la tribune, mais remplace le buffet et la partie instrumentale, qui compte alors deux claviers et est alimentée en air par dix soufflets.
Une importante réfection commence en 1714 sous l’égide d’André Silbermann. Son projet de buffet baroque ayant été refusé, le buffet médiéval est en grande partie conservé, avec quelques modifications, mais la partie instrumentale est considérée comme irrécupérable et entièrement reconstruite. Le travail s’achève en 1716 avec un instrument de trois claviers et trente-neuf jeux pour 2 242 tuyaux. Le tuyaux central est un exploit technique pour l’époque avec des dimensions de presque dix mètres de haut pour trente-deux centimètres de diamètre, réalisé à partir d’une seule feuille de métal.
Lors d’une restauration effectuée par Georges Wegmann entre 1833 et 1834 le nombre de jeux est augmenté à quarante-sept, puis la soufflerie est remplacée en 1844. Endommagé par les obus et l’incendie de la cathédrale lors du siège de Strasbourg de 1870, il est restauré par Charles Wetzel en 1873. La fin du XIXe siècle est toutefois marquée par un conflit entre les partisans d’une modernisation de l’orgue d’une part et ceux de la conservation des caractéristiques sonores de Silbermann d’autre part. Ces derniers n’obtiennent toutefois pas gain de cause et le projet d’Heinrich Koulen et Joseph Merklin est retenu en 1894. Celui-ci modifie l’instrument en profondeur en l’électrifiant et en ajoutant des jeux, tandis que ceux existants sont complètement rénovés. Les travaux sont achevés en 1897 et font immédiatement l’objet de critiques.
Quelques années plus tard, le chantier du pilier Knauth impose le démontage de l’orgue, qui n’est pas remonté avant les années 1930. La reconstruction est menée par Edmond Alexandre Roethinger, qui conserve le buffet en l’état, mais refait la partie instrumentale en revenant en partie à l’étant antérieur aux transformations de Koulen et Merklin : la traction redevient mécanique et le nombre de jeux ramené à quarante. L’orgue est rénové en 1958 par André Roethinger, petit-fils d’Edmond Alexandre.
Une nouvelle restauration est nécessaire dans les années 1970, la dégradation des transmissions et des éléments pneumatiques rendant son fonctionnement aléatoire. Celle-ci est confiée en 1975 à Alfred Kern et dirigé par un comité composé de Maurice Moerlen, Robert Pfrimmer, maîtrise de chapelle de la cathédrale, et Claude Schnitzler. Après étude, le retour à l’état de 1716 est écarté, le choix se portant sur la constitution d’un instrument hybride pouvant puiser à la fois dans les répertoires baroques français et allemand et disposant de quarante-sept jeux. L’orgue est démonté en février 1979 et reprend son service après reconstruction en juin 1981.
Les organistes actuels de la cathédrale de Strasbourg sont Pascal Reber, Damien Simon, Guillaume Nussbaum, Arthur Skoric et Benoît Clavier.

## Description

### Partie instrumentale
La console en fenêtre de l’instrument comporte trois clavier actionnant de bas en haut le positif, le grand orgue et le récit. Les touches sont en bois plaqué d’os pour les naturelles et d’ébène pour les dièses. S’y ajoute un pédalier de trente touches en bois de chêne. De part-et-d’autre des claviers se trouvent les tirants des jeux et au niveau des pieds, à gauche, les cuillères d’accouplement des claviers et du pédalier.

### Buffet et tribune
L’instrument est posé sur une tribune en nid d’hirondelle datant de 1324. Le buffet de style gothique flamboyant date lui de 1489 et mesure 24 m de haut pour 8 m de large. Les tuyaux du buffet et du positif de dos, qui reproduit en miniature le grand buffet, étaient à l’origine protégés par des volets peints de scènes de la Nativité et de l’Adoration des mages, qui n’étaient ouverts que lorsque l’instrument était utilisé. Ces volets ont été retirés lors de l’intervention de Silbermann en 1716, pendant laquelle ont également été ajoutés les ailerons dorés.
Le pendentif est orné d’une statue de trois statues articulées du XIVe siècle : à la pointe, sur un socle décoré d’anges musiciens, se trouve Samson écartant les mâchoires du lion, le mécanisme permettant de faire bouger celles-ci. De part-et-d’autre se trouvent le Roraffe et le marchand de bretzel, sur des consoles supportées par des atlantes, dont les bras peuvent bouger.

### Composition détaillée par date
| Grand orgue C–g3    | Positif de dos C–g3 | Récit expressif C–g3    | Pédale        |
| ------------------- | ------------------- | ----------------------- | ------------- |
| Bourdon 16′         | Montre 8’           | Quintaton 16′           | Montre 16′    |
| Montre 8′           | Bourdon 8’          | Bourdon 8’              | Soubasse 16′  |
| Bourdon 8′          | Prestant 4′         | Flûte harmonique 8’     | Principal 8’  |
| Salicional 8′       | Flûte 4′            | Flûte octaviante 4′     | Flûte 8’      |
| Prestant 4′         | Nasard 22/3′        | Nasard 22/3′            | Flûte4′       |
| Flûte 4′            | Doublette 2′        | Octavin 2′              | Bombarde 16′  |
| Quinte 2’2/3′       | Tierce 13/5′        | Viole de gambe 8’       | Trompette 8′  |
| Doublette 2′        | Larigot 11/3′       | Unda maris 8’           | Clairon 4′    |
| Fourniture IV rangs | Cymbales III rangs  | Plein jeu III rangs     | Quinte 102/3′ |
| Cornets V rangs     | Cromorne 8’         | Trompette harmonique 8’ |               |
| Bombarde 16′        | Tremblant           | Basson-Hautbois 8’      |               |
| Trompette 8′        |                     | Voix humaine 8’         |               |
| Clairon 4′          |                     | Trémolo                 |               |

| I Positif de dos C–g3 | II Grand orgue C–g3  | III Récit C–g3     | Pédale C–f1      |
| --------------------- | -------------------- | ------------------ | ---------------- |
| Montre 8’             | Bourdon 16′          | Bourdon 8’         | Montre 16′       |
| Bourdon 8’            | Montre 8’            | Salicional 8’      | Soubasse 16′     |
| Prestant 4′           | Bourdon 8’           | Prestant 4′        | Quinte 102/3′    |
| Flûte 4′              | Prestant 4′          | Doublette 2′       | Octavebasse 8’   |
| Nasard 22/3′          | Nasard 22/3′         | Sifflet 1′         | Prestant 4′      |
| Doublette 2′          | Doublette 2′         | Cornets III rangs  | Contrebasson 32′ |
| Tierce 13/5′          | Tierce 13/5′         | Cymbales III rangs | Bombarde 16′     |
| Larigot 11/3′         | Cornets V rangs      | Trompette 8’       | Trompette 8’     |
| Fournitures III rangs | Grande Fourniture II | Voix Humaine 8’    | Clairon 4′       |
| Cymbales III rangs    | Petite Fourniture IV | Hautbois 8’        |                  |
| Trompette 8’          | Cymbales III rangs   | Tremblant          |                  |
| Clairon 4′            | 1re Trompette 8’     |                    |                  |
| Cromorne 8’           | 2e Trompette 8’      |                    |                  |
| Tremblant             | Clairon 4′           |                    |                  |
|                       | Voix Humaine 8’      |                    |                  |
|                       | Tremblant            |                    |                  |